# Hirnstamm-Implantat
Ein Hirnstamm-Implantat (englisch Auditory Brainstem Implant, ABI, auch zentral-auditorisches Implantat) ist ein kleines elektronisches Gerät zur direkten Stimulierung der Hörbahn im Hirnstamm.

## Geschichte
Der Hersteller MED-EL veröffentlichte 1997 mit dem COMBI 40+ ABI sein erstes Hirnstammimplantat. Die Implantatserie CI24M von Cochlear, welche ebenfalls 1997 erschien, beinhaltete das erste Hirnstamm-Implantat dieses Herstellers. Auch von dem Hersteller Neurelec wurde ein ABI angeboten, das nun vom Übernahmeunternehmen Oticon Medical weiterhin angeboten wird.

## Technik
Ein Hirnstamm-Implantat ist ein modifiziertes Cochlea-Implantat (CI); statt des Innenohres wird jedoch der erste Hörkern (Nucleus cochlearis) im Hirnstamm elektrisch stimuliert.
Neben der Stimulationselektrode mit insgesamt 21 einzelnen Knopfelektroden besteht das Implantat aus einem Elektronikteil und einer Empfangsantenne mit einem Magneten, die unter die Haut in den Schädelknochen hinter dem Ohrbereich eingelassen werden (wie bei einem Cochlea-Implantat).
Die Empfangsantenne des Implantats empfängt Signale von einem außen angelegten Sprachprozessor, der seinerseits mit einem Mikrophon Schallwellen aufnimmt. Sie werden im Prozessor in eine Abfolge von elektrischen Impulsen umgewandelt, die durch die Haut zum Implantat gesendet werden. Der Sprachprozessor enthält auch die Batterie zur Energieversorgung.

## Indikation
Das ABI ist vor allem für erwachsene NF2-Patienten (Neurofibromatose Typ 2) konzipiert und weiterentwickelt worden. NF2 führt unter anderem dazu, dass sich Tumoren vor allem am Hörnerv, der akustische Signale von der Cochlea zum Gehirn leitet, entwickeln können. Eine Folge davon ist, dass der Tumor an die Hörnerven drückt, er kann aber auch andere Nerven in derselben Region schädigen. Deshalb gibt es in der Regel keine andere Möglichkeit, als den Tumor zu entfernen – oft werden die Hörnerven durchtrennt oder so geschädigt, dass keine akustischen Signale mehr weitergeleitet werden können. Damit besteht keine Verbindung mehr zwischen der Cochlea und dem Gehirn, so dass auch kein CI Verwendung finden kann.
Seit einigen Jahren ist der Indikationsbereich um Patienten erweitert, die nicht von NF2 betroffen sind, sondern beispielsweise eine postmeningitisch komplett ossifizierte Cochlea, Otosklerose, Hörnervenaplasie oder eine posttraumatische Hörnervenverletzung haben oder zu „Cochlea Implant-Versagern“ gehören.
Das ABI, von der Firma Cochlear AG entwickelt, ist in den USA von der Food and Drug Administration (FDA) bei Jugendlichen ab zwölf Jahren zugelassen.
Das von MED-EL entwickelte Gerät ist in den USA erst ab 15 Jahren zugelassen.

### Kontraindikationen
Gegenanzeigen für die Implantation eines ABI sind zentrale Taubheit mit Funktionsstörungen im Bereich der zentralen Hörbahnen, schwere Allgemeinerkrankung oder eine schlechte Prognose aufgrund einer Grunderkrankung.
Bedenken bestehen bei Kindern unter zwölf Jahren, da durch das Körperwachstum gegenseitige negative Beeinflussungen von Implantat und Hirnstamm möglich sein sollen.

## Implantation
Vom individuellen Fall abhängig, werden gegebenenfalls vor der Operation noch Tumore entfernt und im Folgenden das Funktionssystem mittels entsprechender Diagnostik überprüft. Wenn hier kein Funktionsverlust zu verzeichnen ist, kommt es dann zu einer Implantation, bei der ein Neurochirurg die Elektrode am Hirnstamm platziert. Dabei orientiert er sich mittels eines elektrophysiologischen Monitorings über die funktionell richtige Lage.
Durch das Monitoring soll sichergestellt werden, dass später möglichst viele Elektroden Höreindrücke ohne Nebeneffekte erzeugen. Nebeneffekte sind beispielsweise Schwindel, Muskelzuckungen im Gesicht oder anderen Körperteilen, Schluckreiz oder Kribbeln im Hals; sie treten auf, wenn durch eine Elektrode keine Hörzelle, sondern eine andere Sinneszelle stimuliert wird. Theoretisch ist es möglich, dass durch Veränderungen im Bereich des Hirnstammes Elektroden erst nach einiger Zeit Nebenwirkungen hervorrufen. Diese sind dann allerdings nicht spontan zu erwarten.

## Anwendung
Bei abgeschlossener Wundheilung erfolgt nach etwa 12 Tagen der erste Funktionstest mit Stimulierung einiger Elektroden. Dabei erlebt der Patient die ersten Höreindrücke, die nach einer Übungsphase auch das Erkennen sprachlicher Informationen ermöglichen sollen. Im Vergleich zu einem Cochleaimplantat wurde die Spracherkennung jedoch als schlechter beschrieben: zwar würden Umweltgeräusche besser wahrgenommen und das Sprachverstehen bei gleichzeitigem Lippenablesen verbessert, ein Sprachverstehen ohne Lippenablesen werde jedoch selten erreicht. Durch technische Weiterentwicklung solle sich dies jedoch auch für bereits implantierte Patienten verbessern lassen.
Bis zum Jahr 2003 wurden weltweit 247 erwachsene Patienten mit einem ABI versorgt. In Deutschland sind bis 2003 circa 25 Erwachsene, aber keine Kinder unter 12 Jahren implantiert worden. Im Juni 2013 wurde in den USA eine Operation an einem 3-jährigen Jungen vorgenommen, der aufgrund eines Gendefekts ohne Hörnerv geboren wurde.
Die Möglichkeit einer Implantation eines ABIs in Deutschland ist gerade aktuell komplex, aber möglich. Zum jetzigen Zeitpunkt übernehmen die Krankenkassen die Kosten bei jüngeren Kindern nicht.